# Ibrahim Ferrer
Ibrahim Ferrer Planas (*San Luis, Santiago de Cuba; 20 de febrero de 1927-La Habana, 6 de agosto de 2005), conocido como Ibrahim Ferrer, fue un cantante de son cubano, y uno de los músicos más famosos en su momento de su país.
Alcanzó fama mundial en 1998, con el éxito del proyecto musical Buena Vista Social Club, donde grabó doce de los catorce temas del disco y tuvo el placer de colaborar con muchos de los intérpretes que siempre admiró, como Omara Portuondo, Rubén González, Compay Segundo, Eliades Ochoa, Barbarito Torres y Manuel «Guajiro» Mirabal. Este disco obtuvo un Grammy, y un año más tarde grabó su primer álbum en solitario, Buena Vista Social Club Presents Ibrahim Ferrer. 
Su segundo disco en solitario, Buenos Hermanos, obtuvo también un Grammy, en el 2004.[cita requerida]

## Biografía

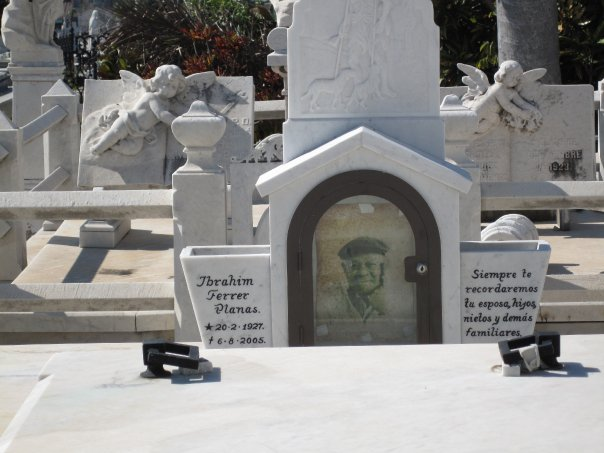
Tumba de Ibrahim Ferrer, en La Habana.

Ferrer nació en el pueblo de San Luis, cercano a Santiago de Cuba, en un baile que se celebraba en un club social, allá por 1927. 
Su vida fue difícil, casi muere del tétanos, y a los 12 años de edad quedó huérfano de madre y padre. Con la necesidad de trabajar, frecuentó más la calle que la escuela, vendiendo caramelos y palomitas de maíz. Sin embargo, se aferró a la música como su aliada, y a los 14 años formó un grupo junto a su primo para amenizar las fiestas del barrio. Se llamaron Los Jóvenes del Son.
Durante más de dos décadas fue el cantante principal de la orquesta cubana de Pacho Alonso en los años cincuenta. En 1955 vocalizó el tema, “El Platanal de Bartolo” con la Orquesta Chepín Chovén. Se trasladó a La Habana en 1957 y trabajó con la legendaria orquesta Ritmo Oriental y con el gran Beny Moré, antes de reunirse de nuevo con el grupo Los Bocucos de Pacho Alonso. Hizo giras mundiales con esta banda y con los años, fue ganando seguidores.[cita requerida]
Sin embargo, su nombre siempre quedaba en la sombra, era amado por la audiencia pero no por sus colegas. Perdió el entusiasmo por la música y se retiró en 1991.
Pero en 1996, sus amigos lo convencieron de salir de su retiro y regresar a la música para grabar su debut con la orquesta Afro Cuban All Stars, el álbum A toda Cuba le gusta, seguido ese mismo año por su aparición en el Buena Vista Social Club, un álbum fruto del trabajo de Ry Cooder, un reconocido productor musical que viajó a Cuba y le apostó al talento de notables figuras conocidas sólo en la isla como Compay Segundo, Rubén González, e Ibrahim Ferrer.
Sus discos han sido ganadores de toda suerte de premios -entre ellos dos Grammy-, y sus conciertos han llenado el Carnegie Hall de Nueva York, los estadios europeos y hasta los muy exigentes auditorios japoneses. Esto sin contar la película sobre su historia de 1998.[cita requerida]
En el 2001 fue invitado por el músico británico Damon Albarn para colaborar en el álbum début de su banda virtual Gorillaz. Ferrer canta en la canción Latin Simone (Que pasa contigo?), el único tema en español de toda la discografía de la banda exceptuando "Tormenta" del disco Cracker Island con Bad Bunny.
Ibrahim Ferrer falleció a los 78 años, en la tarde (hora local) del 6 de agosto de 2005, en un hospital de La Habana.

## Vida privada
Su voz era pura y suave. Vivió en el casco viejo de La Habana. Era un hombre tímido y sencillo, imbuido en una intensa fe.
Su primera esposa se llamaba Norma Kindelan Ribeaux, con ella tuvo 6 hijos: Norma Ivis, Marlen, Iris Estrella, Clara Elena, La Vigy, Ibrahim Jr. su único hijo que siguió la carrera de cantante y compositor ya siendo adulto. www.ibrahimferrerjr.com 
Todos sus hijos nacieron en Santiago de Cuba, del barrio Sueño de allí también era su primera esposa Norma Kindelan Ribeaux que falleció a sus 36 años víctima de cáncer. 
Su segunda esposa fue Caridad Díaz Surita, con quien no tuvo hijos.

## Discografía

### Como solista
- Buenavista Social Club presents Ibrahim Ferrer. 1999
- Buenavista Social Club presents Ibrahim Ferrer (Edición Japón). 1999
- Tierra caliente, con Los Bocucos. 2000, Sello EGREM, Cuba.
- Buenos Hermanos. 2003
- Buenos Hermanos (Edición USA). 2003
- Mi sueño. A bolero songbook. 2007. Presentado por Buena Vista Social Club.

### Colaboraciones
- Buena Vista Social Club. 1997
- A toda Cuba le gusta. 1997
- Buena Vista Social Club (película documental). 1998
- Distinto diferente. 1999
- Havana Café. 1999
- Buenavista Social Club presents Omara Portuondo. 2000
- Chanchullo. 2000
- Cachaíto. 2001
- Latin Simone (¿Qué pasa contigo?), con Gorillaz, del álbum homónimo, 2001.
- Specialist in all styles. 2002
- Rumbero soy. 2002
- Llegó Teté. 2003
- Callejero. 2004
- Buenavista Social Club presents Manuel Guajiro Mirabal. 2004
- Cuba le canta a Serrat (pista 6: "Te guste o no"). 2005
- Rhythms del mundo: Cuba (pista 5: "As Time Goes By"; pista 16: "Casablanca"). 2006